# Fangel

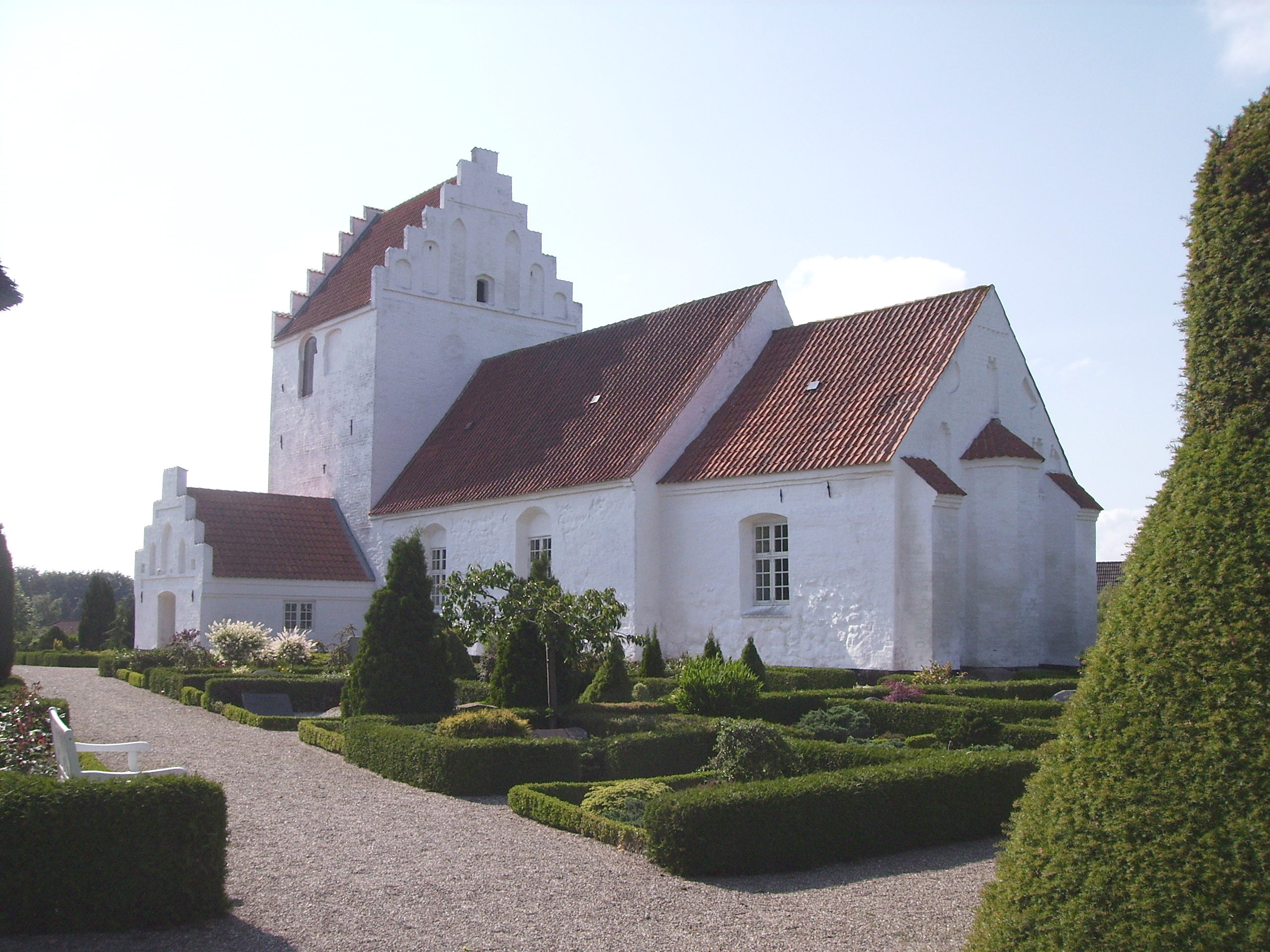
Kirche in Fangel

Fangel ist eine Stadt auf Fünen mit 487 Einwohnern (2019), 3½ km südlich von Bellinge, 9 km nordöstlich von Nørre Broby und 12 km südwestlich von Odense in Dänemark. Die Stadt gehört zur Fangel Sogn in der Gemeinde Odense und liegt in der Region Süddänemark.

## Geschichte
1682 bestand das Dorf Fangel aus 34 Bauernhöfen, 9 Häusern mit Land und 4 Häusern ohne Land. Die gesamte Anbaufläche betrug 1.477,6 Barrel Land aufgrund von 295,77 Barrel Gerste.
Fangel bekam 1906 eine Station an der Odense-Nørre Broby-Faaborg-Eisenbahn. Die Station befand sich östlich der Siedlung an der Südseite des Lovbjergvej. Die Fangel Station wurde vom Architekten Emanuel Monberg entworfen.